# 大阪市電築港北海岸通線
大阪市電築港北海岸通線（ちっこうきたかいがんどおりせん）は、大阪港 - 三条通四丁目間を結んでいた大阪市電の路線名。
築港線の終点であった大阪港駅は当時の大阪港大桟橋の最寄りだったが、新たに天保山桟橋が建設されたため、「期外線」として当路線が建設された。大阪港駅から天保山桟橋駅を経由して、築港線の三条通四丁目（大阪港駅から一つ九条新道駅寄り）で再び築港線に合流するループ線となっており、戦後の大阪市電路線では唯一の単線路線だった。

## 路線データ
- 起点：大阪港
- 終点：三条通四丁目
- 軌間：1435mm
- 電化区間:全線（直流600V）
- 全線単線

## 沿革
- 1921年（大正10年）6月8日
  - 築港桟橋（のちの大阪港） - 三条通四丁目間開業。
- 1940年（昭和15年）ごろ
  - 築港桟橋駅を築港駅に改称。
- 1949年（昭和24年）4月1日
  - 築港駅を大阪港駅に改称。
- 1960年（昭和35年）8月1日
  - 大阪港 - 三条通四丁目間廃止。築港線は港車庫前駅 - 大阪港駅間を、高速鉄道（地下鉄）4号線（現・Osaka Metro中央線）建設に合わせて「地下鉄完成後まで」という条件で運転を休止した（実際には復活せずそのまま廃止）が、当路線はこの休止時にそのまま廃止となった。

## 駅一覧
| 駅名           | キロ程 | 接続路線         |
| -------------- | ------ | ---------------- |
| 大阪港駅       | 0.0    | 大阪市電：築港線 |
| 天保山桟橋駅   |        |                  |
| 三条通四丁目駅 |        | 大阪市電：築港線 |